# Терминасов, Юрий Степанович
Терминасов Юрий Степанович (26 февраля 1910, Ржев, Тверская губерния, Российская империя — 1978, Куйбышев, РСФСР, СССР) — физик, математик, специалист в области рентгенографии, металловедения, доктор физико-математических наук, профессор, член-корреспондент АН Киргизской ССР, заведующий кафедрами в ЛИТМО, Петрозаводском государственном университете, Куйбышевском политехническом институте, заместитель председателя Комиссии по рентгенографии АН СССР, декан факультетов, автор более 350-и научных работ, награжден медалью «За доблестный труд в Великой Отечественной войне 1941—1945 гг.».

## Биография
Родился 26 февраля 1910 года в городе Ржев в семье интеллигентов. Отец — инженер-строитель, мать — учительница в школе. В 1928 году окончил школу и поступил на физико-математический факультет ленинградского университета, в 1930 году перевелся на третий курс Ленинградского физико-механического института (отраслевого вуза Ленинградского политехнического института). Окончил ЛФМИ (ЛПИ) в 1932 году по специальности «Исследование материалов» и был оставлен для научной и педагогической работы в ЛИИ (ЛПИ) ассистентом, доцентом на кафедре физики металлов. В 1938 году защитил кандидатскую диссертацию, а в 1946 — докторскую.
В 1947 году — профессор на кафедре физики Ленинградского инженерно-экономического института.
С 1-го сентября 1948 года работал заведующим кафедры рентгенографии и электрографии Ленинградского института точной механики и оптики. в 1950—1951 годах — заместитель директора (проректор) по учебной работе ЛИТМО. Преподавал также в Педагогическом институте имени Герцена.
Ю. С. Терминасов возглавлял рентгеновский комитет Ленинградского отделения ВНИИТОМАШа, с 1948 года являлся также бессменным заместителем председателя Комиссии рентгенографии АН СССР, организатором металлофизических и рентгенографических научных центров в Ленинграде, Петрозаводске, Фрунзе, Таллине, Куйбышеве.
В 1959—1969 годах работал в Петрозаводском государственном университете, где был первым заведующим кафедрой экспериментальной физики. С 1960 года — декан физико-математического факультета.
В 1960 году Юрий Степанович Терминасов был избран членом-корреспондентом Академии наук Киргизской ССР.
С 1969 года до конца жизни заведовал кафедрой физики в Куйбышевском политехническом институте.
Является автором 350-и научных работ, подготовил несколько десятков кандидатов и докторов физико-математических наук.
Награждён медалью «За доблестный труд в Великой Отечественной войне 1941—1945 гг.»